# Ciclo Ericsson

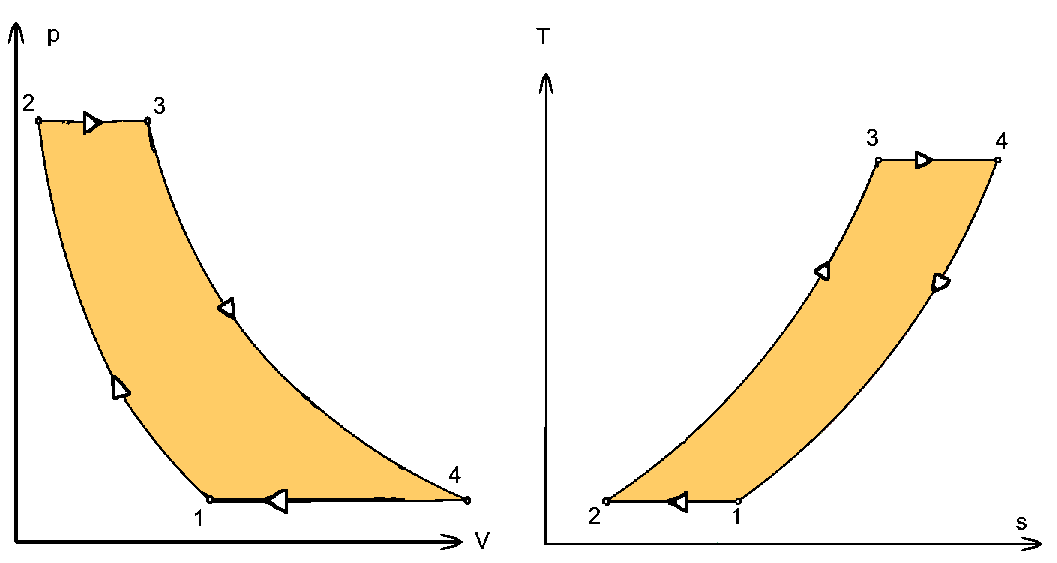
Il ciclo Ericsson ideale sui piani p-V e T-s.

Il ciclo di Ericsson, inventato da John Ericsson intorno agli anni 1850, è un ciclo termodinamico, descrive il funzionamento di macchine generatrici o macchine operatrici. Il ciclo è composto da quattro fasi usato per alcuni motori ad aria calda con due trasformazioni isotermiche e due trasformazioni isobariche.
Il suo scopo è quello di trasformare l'energia termica in lavoro meccanico ed eventualmente corrente elettrica. il ciclo Ericsson è usato per motore a combustione esterna, ed è simile al ciclo Stirling e al ciclo Reitlinger. Infatti anche il ciclo di Ericsson è rigenerativo, cioè uno scambiatore-accumulatore di calore che incrementa il rendimento chiamato rigeneratore. Il ciclo di Ericsson può essere invertito e fornendo movimento meccanico si produce caldo e freddo in postazioni differenti.
In dettaglio il ciclo ha in sequenza:
1. compressione isotermica,
2. riscaldamento isobarico,
3. espansione isotermica,
4. raffreddamento isobarico.